# Amándote (canción de Jaime Roos)
«Amándote» es una canción perteneciente al cantautor de música popular uruguayo Jaime Roos. Es el sexto tema que forma parte de su álbum de estudio Sur, editado bajo el sello Orfeo en el año 1986. Esta canción se basa en rimas repetitivas con base en ritmos como la bossa nova, el candombe y la murga que el músico implementa en ese disco.

## Versiones
El cantante chileno Pedro Foncea (líder de la banda De Kiruza) hizo una versión de este tema, como canción central de la teleserie de Canal 13 Amándote, de 1998.
La cantante argentina Zoe Gotusso hizo una versión de este tema, para su disco Mi Primer Día Triste, de 2020.